# Фикко, Кристиано Джузеппе
Кристиано Джузеппе Фикко (род. 5 апреля 2001 года) — итальянский тяжелоатлет, бронзовый призёр чемпионата Европы 2023 года. Чемпион юношеских летних Олимпийских игр 2018 года. Победитель Средиземноморских игр 2018 года.

## Карьера
Выступать на международном юношеском уровне начал в 2016 году. Итальянскому спортсмену удалось победить на чемпионате Европы для юниоров 2018 года в весовой категории до 85 кг, он взял общий вес 319 кг. В этом же году он был победителем Средиземноморских игр и юношеских летних Олимпийских игр в Буэнос-Айресе. В 2021 году стал победителем на юниорском чемпионате Европы.
На чемпионате Европы 2022 года в Тиране стал четвёртым в категории до 89 кг. В упражнение толчок завоевал малую бронзовую медаль (206 кг).
В Ереване, на чемпионате Европы 2023 года, в категории до 96 кг, Фикко завоевал бронзовую медаль подняв вес по сумме упражнений в 363 кг. В толчке он также завоевал малую бронзовую медаль. 

## Достижения
Чемпионат Европы
| Результат | Вес      | Год  | Место соревнований | Рывок | Толчок | Общий вес |
| Бронза    | до 96 кг | 2023 | Ереван, Армения    | 165,0 | 198,0  | 363,0     |